# QWERTY鍵盤

QWERTY鍵盤的按鍵排列

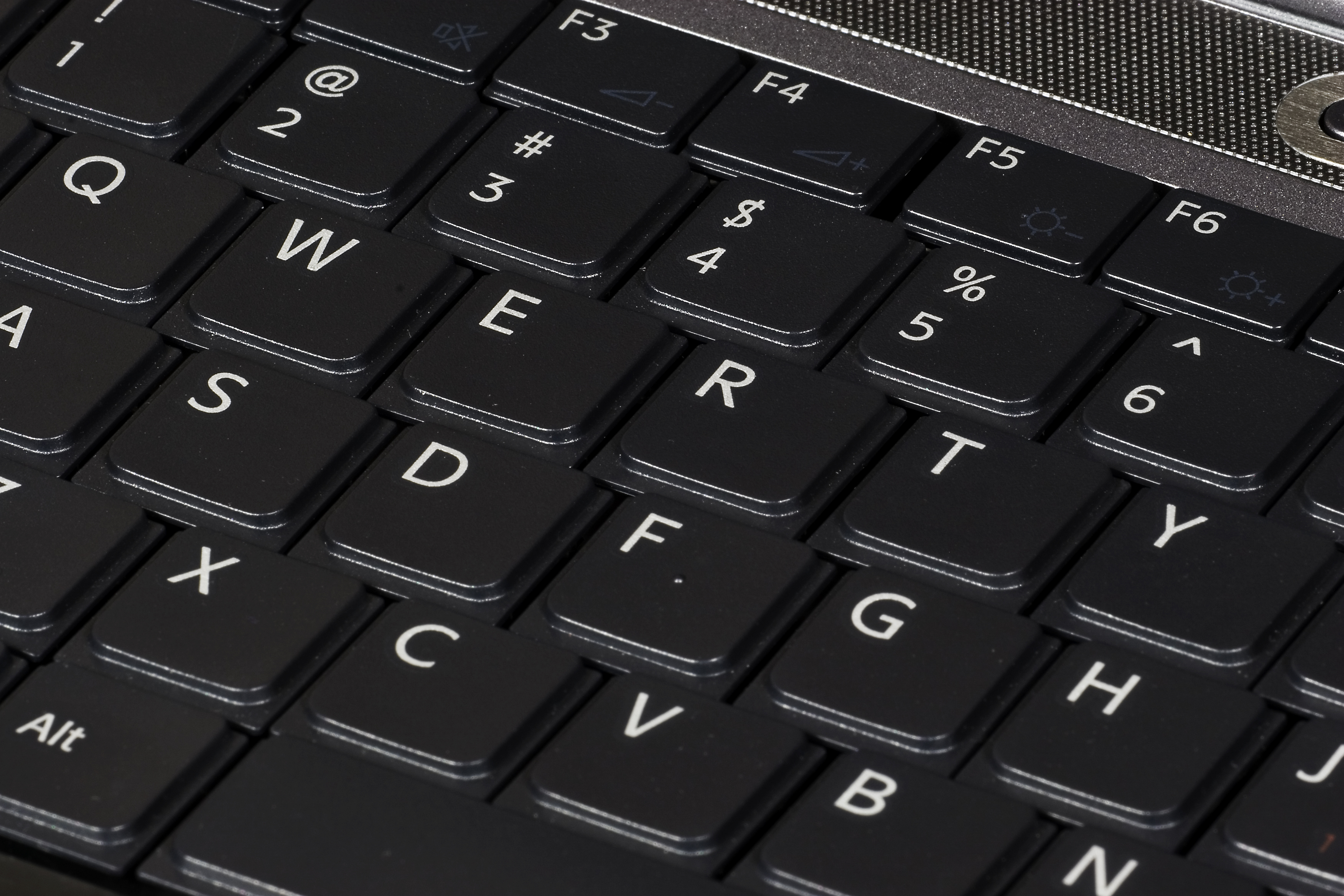
QWERTY键盘

QWERTY，音譯為柯蒂鍵盤，是各国使用的、基于拉丁字母的标准打字机和键盘布局。“QWERTY”為该键盘布局字母区第一行的前六个字母。键的安排顺序由十九世紀美國發明家克里斯托弗·肖尔斯（Christopher Sholes）设计。

## 歷史

### 概說
QWERTY的配置，是由克里斯多福·萊瑟姆·肖爾斯在1870年代初期設計。1867年10月，肖爾斯提交了一份專利申請，這是為了早期與他在威斯康辛州的朋友卡洛斯·格利登和塞缪尔·W·索尔共同協助開發的打字機。
肖爾斯所建造的第一個模型使用了類似鋼琴的鍵盤，其中有兩行字符按字母順序排列，如下所示：
```
- 3 5 7 9 N O P Q R S T U V W X Y Z
2 4 6 8 . A B C D E F G H I J K L M

```

而使用QWERTY排列的打字机在1874年開始大量生產，從此成為应用最广泛的人机接口。目前大部分的電腦都是使用QWERTY键盘。

根据一种有可能性但应该是杜撰的理论:162，即QWERTY鍵盤安排次序的原則是为了要減少打字機在打字時連動杆之間的擠壓及故障發生率的狀況，因而要把常用字母隔開（不過像E、R就在一起）。其他種類的鍵盤，如1932年美國心理學家奧古斯特·德沃夏克（August Dvorak）發明的德沃夏克鍵盤，為希望在已經不需要避免連動杆的擠壓後，重新排列鍵位以提高打字速度，因此把元音及5個最常用的輔音安排在中間一行，以便交換左右手打字的頻率，同時也有設計左手或右手為重的鍵位。但是因故無法量產，以至於德沃夏克鍵盤的普及程度不如QWERTY鍵盤。

### 與現代配置的差別

#### 替換字元

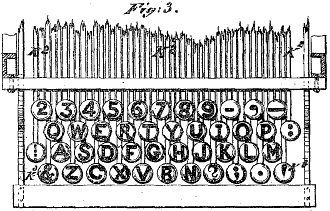
肖爾斯於1878年發布的QWERTY鍵盤佈局

肖爾斯在1878年的專利版本，QWERTY鍵盤的配置描述與現代使用的版本有些不同，最明顯的是沒有數字0和1，其餘每個數字與現今相比都向左側移動了一個位置。字母M位於第三行字母L右側，而不是第四行N的右側，字母X和C位置相反，大多數標點符號位於不同位置或完全缺失。省略的原因為簡化設計以降低製造和維護成本，並以其他按鍵代替。使用此配置的用户產生了使用大寫字母I（或小寫字母l）作為數字1的習慣，而大寫字母O則被用作數字0。

#### 組合鍵
在早期的設計版本中，一些字符是透過在相同位置的兩個符號輸出而產生的。例如，驚嘆號!可以通過使用撇號'、退格← Backspace和句點.的三筆劃組合來再現。分號;是通過在冒號:上輸出逗號,而生成的。
由於退格鍵在簡易版本的機械打字機中輸入較慢（托架很重，並且經過優化以朝相反方向移動），因此更專業的方法是通過按住空格鍵來阻止托架，同時列印所有需要處於共用位置的字元。為了實現這一點，字鍵位置被設計為只有在釋放空格鍵後才能向前推進。
在機械打字機的時代，é和õ等組合字元是通過使用死鍵作為變音符號（′，~）而創建的，這並沒有推動紙張前移。因此，′ 和 e 將列印在紙上的相同位置，從而輸出é。

### 現代的替代品
如今绝大多数移動操作系統均配备。也有大量的个人数码助理及非智能手机配备实体的QWERTY键盘，如TREO600、TREO650、黑莓及诺基亚E系列手机。而用于以上设备的QWERTY键盘亦被称为全键盘。

## 替代方案
最廣泛使用的替代方案是德沃夏克鍵盤配置；另一種選擇是闊碼鍵盤，它部分基於QWERTY配置。據稱，這種配置讓現今的QWERTY打字員更容易學習，同時提供一些假設的優化。
一些現代作業系統允許用戶以他們喜歡的任何方式映射他們的鍵盤，但很少有鍵盤是根據任何其他標準標記的鍵。 

## HQ键盘

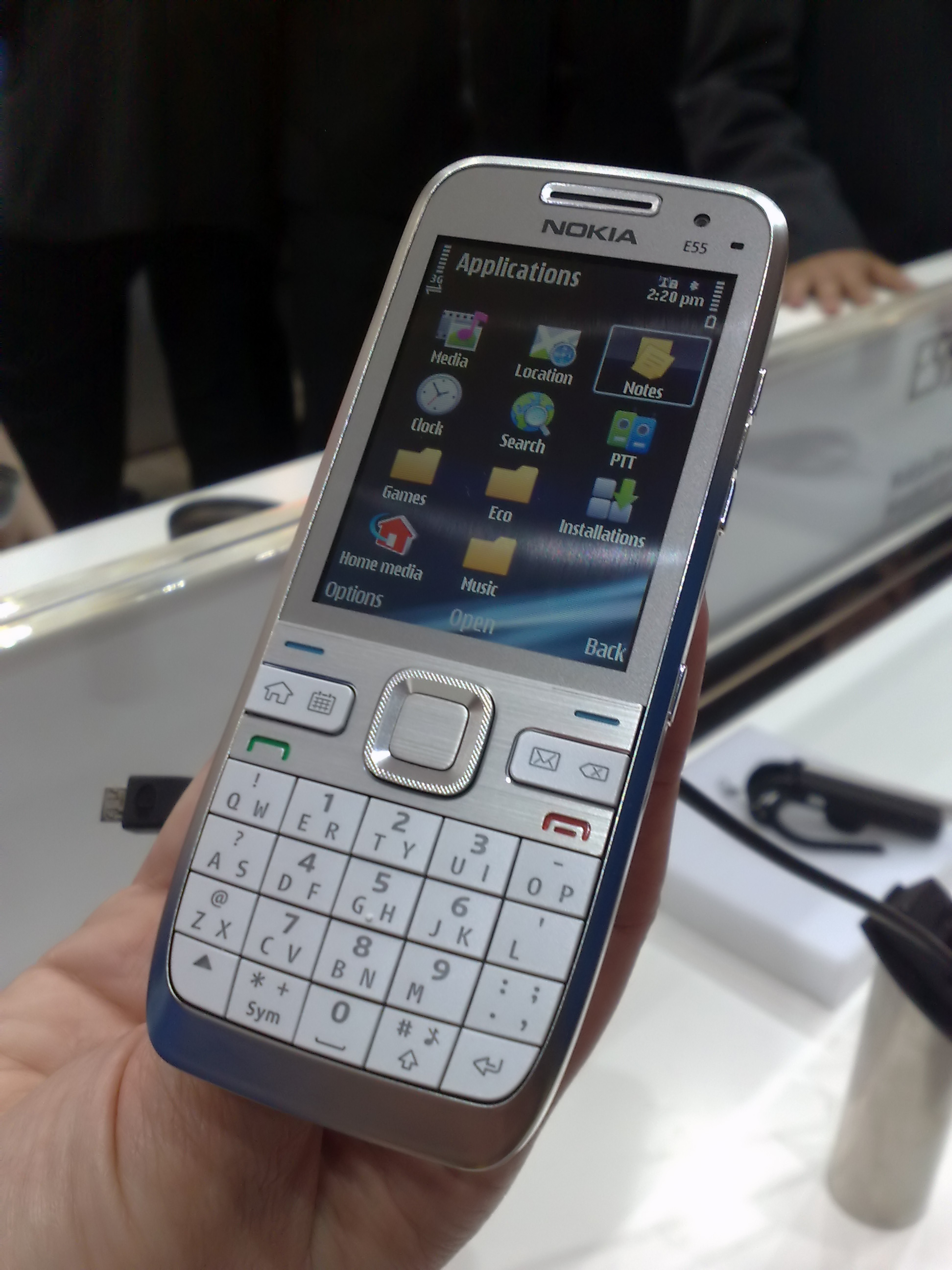
Nokia E55上的HQ鍵盤

键盘（键盘，譯為「半柯蒂鍵盤」），是介于“T9輸入法”与“键盘”之间，兼有数字键盘的简便且有的快速输入功能的键盘。它的出现代表互联网时代手机的特色。

## 外部連結
- Article on QWERTY and Path Dependence from EH.NET's Encyclopedia
- QWERTY Keyboard History
- QWERTY Keyboard in Mobiles
- Android phones with QWERTY keyboards